# Schidax repandaria
Schidax repandaria är en fjärilsart som beskrevs av Walker 1866. Schidax repandaria ingår i släktet Schidax och familjen Uraniidae. Inga underarter finns listade.